# Calypsoinae
Calypsoeae je tribus kaćunovki u potporodici Epidendroideae. Sastoji se od desetak (13) rodova.

## Rodovi
1. Aplectrum Nutt.
2. Calypso Salisb.
3. Changnienia S.S.Chien
4. Corallorhiza Gagnebin
5. Cremastra Lindl.
6. Dactylostalix Rchb.f.
7. Danxiaorchis J.W.Zhai, F.W.Xing & Z.J.Liu
8. Ephippianthus Rchb.f.
9. Govenia Lindl.
10. Oreorchis Lindl.
11. Tipularia Nutt.
12. Wullschlaegelia Rchb.f.
13. Yoania Maxim.